# Dorje Shugden

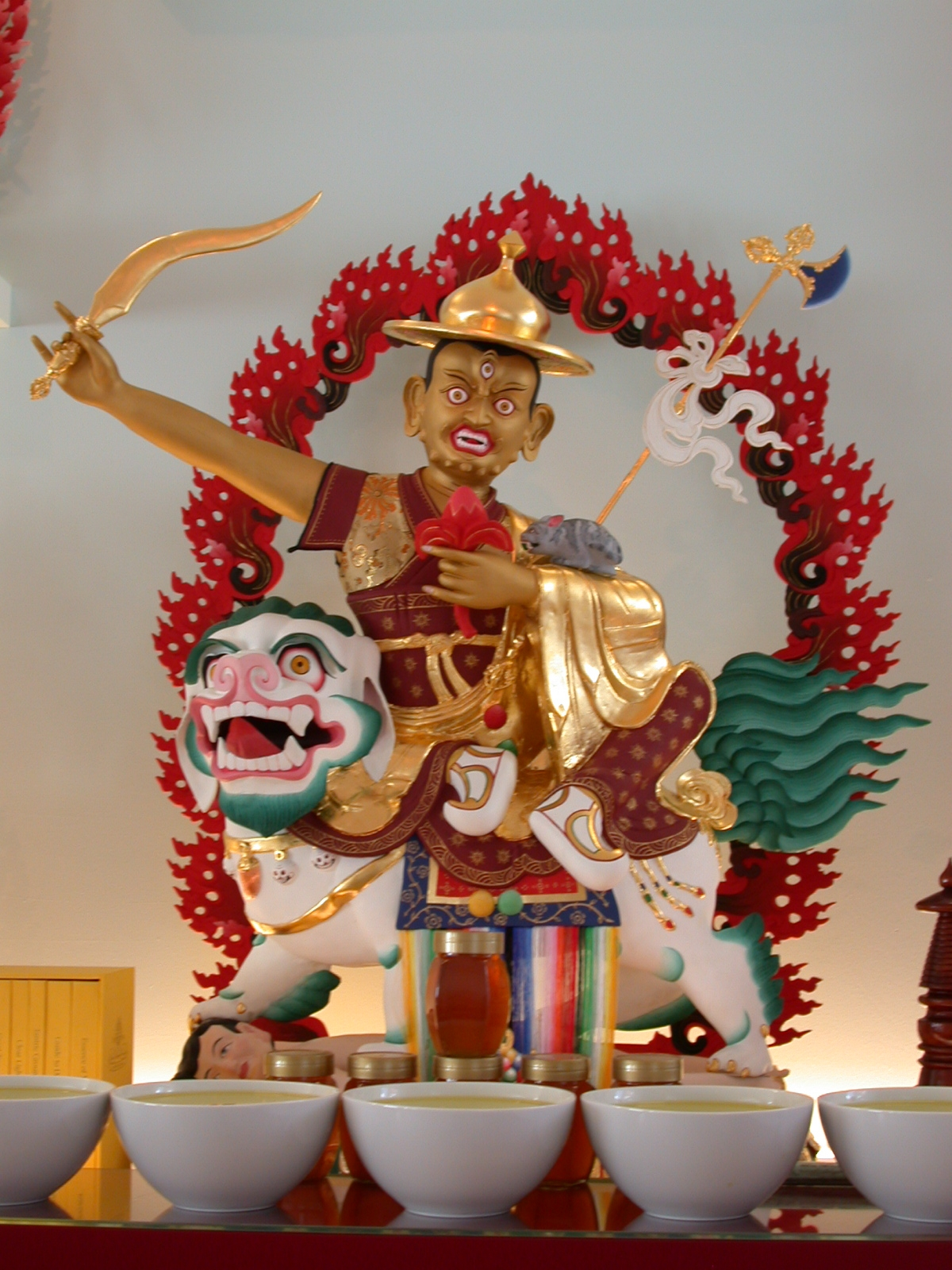
Statua di Dorje Shugden custodita al Tempio buddista di Zurigo

Dorje Shugden (རྡོ་རྗེ་ཤུགས་ལྡན, Rdo-rje shugs-ldanW in tibetano, ossia «Possessore della Forza del Vajra»), o Dolgyal, è un'entità spirituale del Buddismo tibetano, al centro di determinate pratiche tantriche della scuola Gelug e Sakyapa.

## Descrizione
Dorje Shugden è al centro di un dibattito teologico che da una parte vede chi lo ritiene una divinità tutelare e dall'altra chi lo riconosce come un demone dai temibili poteri mondani. In particolare, chi lo ritiene divino lo indica come Dharmapala, un «Protettore del Dharma», un'emanazione di Mañjuśrī, Buddha della saggezza il cui scopo è di rimuovere tutti gli ostacoli sia interiori che esteriori che impediscono ai praticanti di raggiungere l'Illuminazione, guidandoli attraverso il sentiero più veloce proteggendoli e benedicendoli, rafforzando la loro saggezza ed esaudendo i loro più virtuosi desideri.
Gli è attribuito un mantra, Om dharmapala maha radza bendza begawana rudra pantsa kula sarwa shatrum maraya hum phat, recitato nella meditazione secondo l'usanza del Buddismo tantrico:
- Om dharmapala maha radza, si traduce in «Protettore del Dharma, Gran Re»;
- Bendza begawana rudra significa «Possessore della Forza del Vajra»;
- Pantsa kula sarwa shatrum maraya hum phat vuol dire «Possa tu concedermi le migliori realizzazioni»;

Ad esso si affianca un secondo mantra breve, Om vajra wiki witrana swah.

## La genesi del culto
Il V Dalai Lama, esponente della scuola buddista dei Gelug, fu il primo a raccogliere tra le proprie mani il potere politico e religioso, e la sua scuola di appartenenza si diffuse in tutto il Tibet appena unificato. Tuttavia, per esercitare appieno la nuova autorità teocratica mantenne un atteggiamento flessibile che lo portò a coltivare un interesse anche per la scuola Nyingmapa, suscitando le ire dei più intransigenti monaci della scuola a cui apparteneva, che consideravano Padmasambhava un eretico in quanto praticava tecniche tantriche che includevano piaceri quali il bere bevande alcoliche e i rapporti sessuali, sostenendo che con la dovuta esperienza meditativa sapessero far giungere velocemente all'Illuminazione. Ai loro occhi, l'unione della dottrina della vacuità propria dei Gelug con quella Nyingmapa sulla consapevolezza avrebbe favorito un ritorno a insegnamenti di sfondo induista, minando il fondamento stesso del Buddismo tibetano.
Nel 1655, nel pieno di un animato conflitto sociale che stava mutando radicalmente il Regno delle montagne, Tulku Dragpa Gyaltsen, un autorevole lama reincarnato dei Gelug che insieme al V Dalai Lama era khenpo coreggente del Monastero di Drepung, fu trovato morto in circostanze mai chiarite entro le mura della stessa università monastica. Poiché molti lo ritenevano la vera reincarnazione del IV Dalai Lama e proprio di recente era stato degradato nella gerarchia dei tulku dai funzionari di Lhasa, molti sospettarono che fosse vittima di un assassinio politico orchestrato dai fedeli del V Dalai Lama, e da allora i Berretti Gialli più conservatori, gli stessi che scoraggiavano le aperture verso i Nyingmapa, ritennero che il suo spirito fosse rinato come Dorje Shugden, divinità tantrica decisa a preservare l'ortodossia della dottrina dei Berretti Gialli e maledire e perseguitare fino alla morte chiunque incoraggiasse il minimo connubio con altri sistemi scolastici.

## Gli sviluppi
Nei successivi due secoli alla venuta del Grande Quinto, durante i quali il Tibet divenne un Paese a sistema lamaista, la scuola gelugpa consolidò la propria supremazia, divenendo il sistema largamente favorito dagli aristocratici, mentre le altre scuole si fecero preminenti nelle zone meno centrali. Il culto di Dorje Shugden si diffuse di pari passo, raggiungendo anche Pechino, come dimostrò un dono di una thangka raffigurante lo spirito da parte dell'imperatore cinese Qianlong, che forse ignorava chi fosse il soggetto ritratto o le sue implicazioni, a un lama tibetano non seguace del culto e aperto a tutte le scuole.
Nel frattempo i Dalai Lama si erano distanziati molto dall'ortodossia dei più rigidi esponenti della propria scuola, e dal 1757, anno della morte del VII Dalai Lama il loro lignaggio si indebolì notevolmente, in quanto ogni reincarnazione a partire dall'ottava alla dodicesima venne opportunamente manipolata dai Reggenti e dai ministri fedeli all'Impero cinese per poi morire in giovane età in circostanze sospette, forse per mano dello stesso governo di Lhasa tramite avvelenamento. Alla morte del X Dalai Lama nel 1837, l'ambasciatore cinese andò al Trode Khangsar, il principale tempio di Dorje Shugden, per chiederne un parere, ed ebbe risposte esatte. L'imperatore permise conseguentemente l'elevazione di Dorje Shugden allo stato di «Protettore dei Berretti Gialli».
Nel 1895, però, il XIII Dalai Lama, assunse il potere sia politico che religioso, e si impegnò nella restaurazione dell'autorità teocratica che gli spettava incominciando a praticare il sistema Gelug accanto a quello Nyingmapa.
L'opposizione all'apertura dottrinaria del nuovo Oceano di Saggezza si concentrò intorno a Pabongka Rinpoche, autorevole ghesce Gelug ancora oggi ritenuto tra i più dotti del suo tempo, che grazie alla sua fama diede grande visibilità e nuova linfa al culto di Dorje Shugden come garanzia dell'ortodossia fino a che il Grande Tredicesimo, nella sua forte severità, gli ordinò di fermarsi. Pabongka Rinpoche gli obbedì, ma solo pubblicamente. In privato, invece, impartì moltissime iniziazioni a fidati discepoli a cui tramandò la pratica. Tra i suoi migliori allievi vi fu il giovane XVII Trijang Rinpoche, discendente di uno zio materno del VII Dalai Lama. Costui in seguito divenne a sua volta uno dei più apprezzati lama del suo tempo e maestro di numerosi insegnanti importanti come Song Rinpoce, ghesce Rabten, lama Yeshe, lama Gangchen e ghesce Kelsang Gyatso.
Il culto di Dorje Shugden si diffuse così ovunque e a tutti i livelli dell'aristocrazia e del clero. Il Tredicesimo Dalai Lama si ritrovò circondato da funzionari e monaci intransigenti che di fatto frenavano ogni suo sforzo di apertura del Tibet verso l'esterno e di modernizzazione nel timore che il Dharma venisse inutilmente inquinato. Nel 1933 l'Oceano di Saggezza morì lasciando un'inquietante profezia che parlava di molte atroci sofferenze a danno dell'intero Tibet.
Autorevoli lama legati a Dorje Shugden assunsero la guida del Potala: il V Reting Rinpoce divenne Reggente, e il III Taktra Rinpoce si sarebbe occupato dell'educazione del futuro Dalai Lama, che fu identificato nel 1937 in Lamo Dondrub, un bambino di appena due anni che a partire dal 1941 divenne discepolo di Trijang Rinpoche dopo un periodo sotto la tutela di Taktra Rinpoce, succeduto a Reting alla Reggenza.
Contemporaneamente, il giovane X Panchen Lama, la seconda autorità religiosa dopo il Dalai Lama, sulle orme della sua precedente incarnazione riceveva l'iniziazione di Dorje Shugden.

## Il XIV Dalai Lama
A partire dal 1950, per ordine del Presidente Mao, l'esercito cinese conquistò il Tibet, che venne annesso allo Stato cinese, e il XIV Dalai Lama, che all'epoca aveva appena quindici anni, fu immediatamente incoronato sovrano per rispondere alla crisi, e per tutelarsi dalle ritorsioni cinesi si trasferì con i più alti dignitari al Monastero di Dunkhar, lungo il confine con l'India.
Ivi, ben protetto e isolato, studiò con pazienza la migliore risposta all'invasione straniera fino al giorno in cui gli fu presentato da Trijang Rinpoche un anziano monaco residente noto per essere il medium dell'oracolo di Dorje Shugden. Durante la sua trance, l'oracolo diede risposte molto precise, tanto da suscitare l'attenzione del giovane Dalai Lama, interessato a Dorje Shugden su incoraggiamento di Trijang. Da quel momento, ignorante delle origini storiche del culto e della netta posizione assunta dai predecessori, si accostò definitivamente al culto, ricevette l'iniziazione e fece inserire Dorje Shugden tra le divinità ufficialmente venerate. Fu così che in gran parte del Tibet apparvero statue e thangka dello spirito dalla forma terrifica, armato di spada su sfondo fatto di fuoco o oceani di sangue, e si tennero ripetute e sfarzose cerimonie atte a richiederne servigi immediati, potere e ricchezza. Il suo oracolo divenne il secondo dopo Nechung.
Successivamente, nel 1959, la dominazione cinese si inasprì in tutto il Tibet, tanto che il XIV Dalai Lama dovette lasciare il Paese e stabilirsi a Dharamsala, in India, con un governo in esilio allo scopo di preservare l'eredità culturale dei tibetani da una politica di cambiamento in favore del modello cinese. Anche se non vi fu mai piena certezza, qualcuno sostenne che fu proprio l'Oracolo di Dorje Shugden a consigliare il sentiero di fuga al giovane sovrano poco prima che avvenisse l'attacco militare al Norbulingka di Lhasa, dato che per lungo tempo il potente Nechung aveva perduto il tradizionale potere.
Negli anni seguenti, le autorità cinesi aumentarono la propria autorità sul Tibet, tanto che nel successivo 1º settembre 1965 lo convertirono nella Regione Autonoma del Tibet, avamposto ricco di laogai in cui presto acquisirono un notevole controllo sui monasteri e gli affari religiosi. In esilio, il XIV Dalai Lama rimase per molti anni assai devoto al culto di Dorje Shugden, mentre i suoi tutori e dignitari erano fortemente divisi soprattutto sulla natura di questo spirito, che al di là delle discussioni dogmatiche pareva sempre più in contrasto con le divinità tradizionali del Tibet. Oltre a Trijang Rinpoce, a sua volta sfuggito in India poco dopo aver composto il Gyal-lu, l'inno nazionale del Tibet, molti dignitari conservatori Gelug erano convinti che la degenerazione spirituale dovuta alle aperture dei vari Dalai Lama a tutte le altre scuole del Buddismo tibetano e al mondo esterno avessero aggravato i già seri problemi del Tibet, e che Dorje Shugden fosse il solo rimedio.
Durante gli anni settanta, però, il XIV Dalai Lama ebbe frequenti sogni infausti su questo spirito, presto supportati concretamente da presagi inquietanti, premonizioni e profezie che preannunciavano gravi sciagure. Dopo una serie di importanti discussioni e riflessioni con i più elevati lama e ghesce a disposizione, avallate dal responso di Nechung, nel 1975 il XIV Dalai Lama mise definitivamente al bando la pratica di Dorje Shugden, proclamandola fondamentalista e al centro di una forte connotazione confessionale, causa prima di un intenso clima di disturbi settari in varie parti del Tibet e nella comunità tibetana in esilio. In tono con il parere dell'Oracolo di Stato, da quel momento in poi Dorje Shugden fu considerato un demone dal terribile potere.
Dopo serie indagini storiche e storiografiche, aggiunse poi di aver sbagliato a non seguire l'esempio dei suoi predecessori, e che la devozione a tale demone aveva portato a conseguenze profondamente infauste al Tibet e a tutti i tibetani.
Contro il proclama di Dharamsala si levò prontamente la replica della Cina, secondo cui tale proibizione rappresentava una grave violazione dei diritti umani riconosciuta in patria, e che recava danno ai lama e ghesce tradizionalmente legati al culto. Seguì una forte controversia, animata da Zemey Rinpoche, discepolo di Trijang Rinpoche, che pubblicò il «Libro giallo», un resoconto di svariate disgrazie accadute a monaci e laici Gelug che irritarono Dorje Shugden mescolando insegnamenti Gelug con le tradizioni Nyingmapa o di altra natura. Il XIV Dalai Lama condannò la pubblicazione e ribadì la sua politica di diniego, sostenendo che la pratica di Dorje Shugden avrebbe presto comportato la degenerazione del Buddismo tibetano fino a renderla un semplice culto di uno spirito, negando la possibilità di indagine filosofica e analisi critica da sempre contemplate in Tibet, oltre che la possibilità di instaurare una coesione di tutte le scuole buddiste nate in Tibet. Dato il legame riconosciuto tra il culto di Dorje Shugden e il settarismo, vi era altresì il rischio che la Cina se ne servisse per dividere i tibetani.
Non tutti rispettarono il precetto del Dalai Lama. L'opposizione si concentrò intorno a lama Gangchen, residente in Italia e a capo di una scuola improntata sull'autoguarigione tantrica, famoso per i suoi legami con i cinesi, e a ghesce Kelsang Gyatso, residente dell'Istituto Manjusri di Londra, ala britannica della Fondazione per la Preservazione della Tradizione Mahayana fondata da lama Yeshe da cui si staccò all'invito di rinunciare al culto, con il sostegno dalla maggioranza dei frequentatori britannici dell'Istituto. Gli svariati tentativi di mediazione tra lama Yeshe e ghesce Kelsang Gyatso fallirono, e lo stesso ghesce Kelsang Gyatso fondò nel 1991 la New Kadampa Tradition, che si espanse rapidamente in tutto il mondo e si rese nota per le sue campagne in occasione delle visite in Gran Bretagna e negli Stati Uniti d'America del XIV Dalai Lama, spesso accolto da dimostranti convinti che il divieto del culto di Dorje Shugden fosse una sostanziale violazione della loro libertà religiosa.
Il XIV Dalai Lama non tornò mai sulle sue decisioni, e fece sapere che se i suoi consigli non fossero stati ascoltati avrebbe negato a coloro che fossero rimasti legati a Dorje Shugden la possibilità presenziare ai suoi insegnamenti, che tradizionalmente richiedono l'instaurazione di un rapporto tra maestro e discepolo.

## Triplice delitto a Dharamsala
Nel 1997 a Dharamsala, la secolare vicenda di Dorje Shugden assunse per la prima volta una piega tragica, quando tre monaci di scuola Gelug furono assassinati ad appena poche centinaia di metri dalla residenza in esilio del Dalai Lama. Le vittime furono ghesce Lobsang Gyatso, influente consigliere del XIV Dalai Lama, di cui era amico personale e avversario intransigente della setta di Dorje Shugden, e due monaci suoi collaboratori, impegnati nella traduzione in cinese di un testo in cui il Buddha Śākyamuni parla dell'origine dipendente dei fenomeni.
La polizia indiana identificò gli assassini in alcuni tibetani seguaci di Dorje Shugden, membri di una società ispirata a Dorje Shugden e che aveva il suo centro in un quartiere di esuli a Nuova Delhi, ma i colpevoli erano già sfuggiti nella Regione Autonoma del Tibet, e i giudici ritennero le prove accumulate insufficienti e puramente indiziarie.

## Gli adoratori di Dorje Shugen e la Cina
Negli ultimi anni, i seguaci di Dorje Shugden hanno stretto un'alleanza con le autorità cinesi allo scopo di contrastare il XIV Dalai Lama e, più in generale, il suo lignaggio di reincarnazione e i monaci suoi alleati sia in Tibet che all'estero. Per ordine del governo cinese, oggi le nuove generazioni di tulku, lama, ghesce e monaci viventi nella Regione Autonoma del Tibet ricevono un'educazione sempre più regolarmente improntata sulla tradizione di Dorje Shugden nell'intento di edificare una società tibetana che faccia capo a Qoigyijabu, il Panchen Lama scelto proprio dalle autorità cinesi, estraniando totalmente i Dalai Lama.
In territorio tibetano e nelle province cinesi confinanti è in corso un ingente finanziamento del culto, e la produzione ad alto livello di statue e thangka della divinità atti a favorire il proselitismo tra i monaci e i laici, e molti monasteri tibetani sono stati adibiti appositamente al culto della divinità controversa, come ad esempio il Monastero Songzanlin, nello Yunnan: un articolo del settembre 2011 denuncia la presenza in una stanza laterale di ben trecentoquaranta suoi busti nuovi, destinati a essere dislocati in altrettanti templi.
Attualmente anche i servizi segreti indiani hanno identificato molti simpatizzanti con il Partito Comunista Cinese tra chi professa la fede in Dorje Shugden, supportati addirittura da una forza di agenti segreti cinesi, fatto che ha contribuito ad animare le già forti tensioni tra Cina e Tibet e tra Cina e India. Il governo tibetano in esilio ha più volte denunciato il pericolo rappresentato dalla collaborazione con i cinesi di lama Gangchen e ghesce Kelsang Gyatso nella diffusione del culto, dai quali ricevono un ingente finanziamento.
Un celebre seguace del culto, Mahalama Lobsang Yechi, ammise apertamente di avere legami con i cinesi: «Approvo la loro presenza in Tibet. Ciò che oggi stiamo vivendo con il Dalai Lama mostra come doveva essere stato in passato il suo autoritario regime teocratico. Infatti, esso è stato assai più violento di quello che oggi i tibetani vivono sotto la sovranità cinese.». Yechi intentò una causa contro il XIV Dalai Lama in un tribunale indiano accusandolo di persecuzione religiosa, negando però di agire su ordine delle autorità cinesi.
I seguaci di Dorje Shugden sostengono che l'Oceano di Saggezza in realtà non contesti la loro divinità, ma voglia semplicemente estendere la propria autorità a tutte le scuole del Buddismo tibetano, e che anzi continui a praticare privatamente l'antica tradizione. Attualmente essi hanno formato due grandi associazioni religiose: la principale è la Dorje Shugden Devotees Charitable & Religious Society di Nuova Delhi, mentre l'altra è la Western Shugden Society di Londra, ispirata all'operato di ghesce Kelsang Gyatso.
Circa la vicenda secolare di Dorje Shugden, lama Gonsar Tulku Rinpoche, khenpo del Monastero Rabten Choeling di Le Mont-Pèlerin, ha dichiarato in tono molto critico: «Stiamo attraversando una delle fasi più difficili della nostra storia, che affligge tutti i tibetani. Ma dobbiamo riconoscere che il Tibet è un Paese come tutti gli altri, e che anche i tibetani possono sbagliare. In questo mondo non esistono luoghi paradisiaci. In passato il nostro popolo è stato quasi sempre solo lodato. Tuttavia troppe lodi prive di senso critico non giovano a nessuno. In realtà in Tibet le cose vanno come dalle altre parti».

## I templi di Dorje Shugden

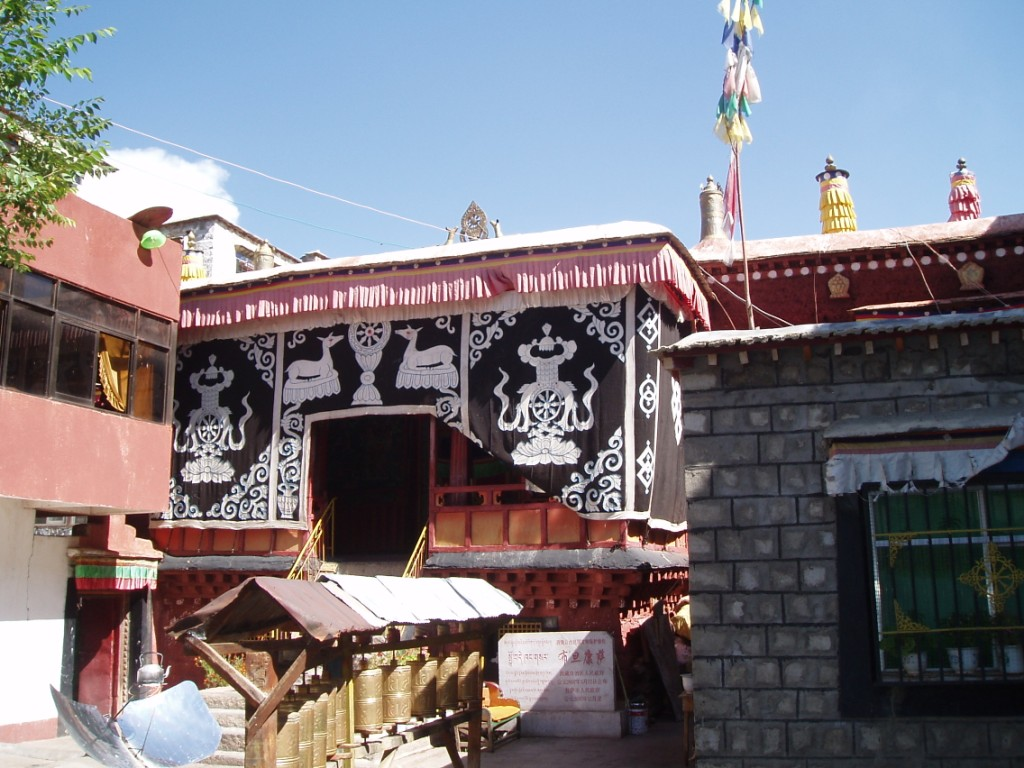
Il Trode Khangsar di Lhasa

Dai tempi del Quinto Dalai Lama sino ai giorni nostri, il culto di Dorje Shugden è fiorito in molti luoghi differenti, non solo in Tibet ma anche nei Paesi in cui il Buddhismo tibetano si è diffuso: Nepal, Mongolia, Cina, India settentrionale e, nel XX secolo, Europa e America.
Il principale tempio di Dorje Shugden è il Trode Khangsar, a Lhasa, voluto dal V Dalai Lama allo scopo di sottomettere il neonato spirito tramite potenti rituali che non ebbero effetto. Il tempio è peraltro famoso per aver ospitato il celebre oracolo. Al di fuori della capitale esistono templi e cappelle ad esempio a Tashilhunpo, al Monastero Sampheling di Chatreng, residenza di Trijang Rinpoce, o a Jampa Ling, presso Chamdo. Un apposito monastero dedito al culto si trova nella prefettura di Chakzamka, nel Kham.